# Nederlandse kampioenschappen schaatsen allround & sprint 2024
De Nederlandse kampioenschappen schaatsen allround & sprint 2024 in het langebaanschaatsen werden op 24 en 25 februari 2024 verreden in de schaatshal Thialf in Heerenveen. Voor de mannen allround was het de 82e editie, voor de vrouwen allround de 66e editie, voor de mannen sprint de 56e editie en voor de vrouwen sprint de 42e editie. Het was de achtste keer dat deze vier kampioenschappen in een tournooi werden verreden.

## Programma

### NK Allround
| Datum                | Vrouwen                                           | Mannen                                          |
| -------------------- | ------------------------------------------------- | ----------------------------------------------- |
| zaterdag 24 februari | 11:10 - 500 meter vrouwen 12:15 - 3.000 m vrouwen | 11:35 - 500 meter mannen 13:30 - 5.000 m mannen |
| zondag 25 februari   | 11:05 - 1.500 m vrouwen 12:50 - 5.000 m vrouwen   | 12:00 - 1.500 m mannen 13:45 - 10.000 m mannen  |

### NK Sprint
| Datum                | Vrouwen                                           | Mannen                                          |
| -------------------- | ------------------------------------------------- | ----------------------------------------------- |
| zaterdag 24 februari | 15:25 - 500 meter vrouwen 16:30 - 1.000 m vrouwen | 15:50 - 500 meter mannen 17:10 - 1.000 m mannen |
| zondag 25 februari   | 15:25 - 500 meter vrouwen 16:30 - 1.000 m vrouwen | 15:50 - 500 meter mannen 17:10 - 1.000 m mannen |

## Kwalificatie WK Allround en Sprint
Op deze kampioenschappen waren de laatste van telkens drie tickets voor de wereldkampioenschappen allround en sprint te verdienen. De kampioenschappen zouden twee weken later plaatsvinden in Inzell. Er waren al tickets vergeven tijdens de Nederlandse kampioenschappen afstanden in december, en door aanwijzing op basis van goede prestaties tijdens de WK afstanden in Calgary.
Voor de WK allround waren bij de vrouwen reeds Marijke Groenewoud en Joy Beune geplaatst. Groenewoud via het NK, en Beune via aanwijzing na haar wereldtitel op de 5000 meter en het brons op de 1500. Bij de mannen had Patrick Roest zich via het NK geplaatst. Op de sprint waren bij de vrouwen Jutta Leerdam en Femke Kok zeker van WK-deelname. Leerdam via het NK, en Kok via aanwijzing na het succesvol verdedigen van haar wereldtitel op de 500 meter. Bij de mannen plaatste Jenning de Boo zich rechtstreeks.
Geen van de geplaatste schaatsers deed mee aan het NK. Ook afwezig waren twee vigerende wereldkampioenen die voor het NK met schaatsen stopten. Irene Schouten (allround) stopte na drie keer goud, plus zilver, in Calgary en werd op zaterdag in Thialf gehuldigd. Thomas Krol (sprint) kon door een blessure niet meedoen en stopte net als Leo Visser met schaatsen om piloot te worden.

## Medaillewinnaars

### Eindklassementen
| Onderdeel           | Kampioen                  | Tweede           | Derde              |
| ------------------- | ------------------------- | ---------------- | ------------------ |
| NK Allround Vrouwen | Antoinette Rijpma-de Jong | Elisa Dul        | Merel Conijn       |
| NK Allround Mannen  | Chris Huizinga            | Kars Jansman     | Beau Snellink      |
| NK Sprint Vrouwen   | Isabel Grevelt            | Marrit Fledderus | Dione Voskamp      |
| NK Sprint Mannen    | Kjeld Nuis                | Joep Wennemars   | Merijn Scheperkamp |

| Kwalificatieplek voor het WK in Inzell |

### Allround Vrouwen
| Onderdeel  | Eerste                    | Tweede                    | Derde          |
| ---------- | ------------------------- | ------------------------- | -------------- |
| Klassement | Antoinette Rijpma-de Jong | Elisa Dul                 | Merel Conijn   |
|            |                           |                           |                |
| 500 meter  | Antoinette Rijpma-de Jong | Elisa Dul                 | Melissa Wijfje |
| 1500 meter | Antoinette Rijpma-de Jong | Elisa Dul                 | Melissa Wijfje |
| 3000 meter | Elisa Dul                 | Antoinette Rijpma-de Jong | Merel Conijn   |
| 5000 meter | Merel Conijn              | Antoinette Rijpma-de Jong | Elisa Dul      |

### Allround Mannen
| Onderdeel    | Eerste         | Tweede             | Derde           |
| ------------ | -------------- | ------------------ | --------------- |
| Klassement   | Chris Huizinga | Kars Jansman       | Beau Snellink   |
|              |                |                    |                 |
| 500 meter    | Jur Veenje     | Loek van Vilsteren | Thomas de Lange |
| 1500 meter   | Beau Snellink  | Remo Slotegraaf    | Chris Huizinga  |
| 5000 meter   | Chris Huizinga | Marcel Bosker      | Beau Snellink   |
| 10.000 meter | Kars Jansman   | Chris Huizinga     | Marwin Talsma   |

### Sprint Vrouwen
| Onderdeel  | Eerste           | Tweede           | Derde             |
| ---------- | ---------------- | ---------------- | ----------------- |
| Klassement | Isabel Grevelt   | Marrit Fledderus | Dione Voskamp     |
|            |                  |                  |                   |
| 500 meter  | Marrit Fledderus | Dione Voskamp    | Isabel Grevelt    |
| 1000 meter | Isabel Grevelt   | Helga Drost      | Chloé Hoogendoorn |
| 500 meter  | Marrit Fledderus | Dione Voskamp    | Isabel Grevelt    |
| 1000 meter | Isabel Grevelt   | Marrit Fledderus | Chloé Hoogendoorn |

### Sprint Mannen
| Onderdeel  | Eerste             | Tweede             | Derde              |
| ---------- | ------------------ | ------------------ | ------------------ |
| Klassement | Kjeld Nuis         | Joep Wennemars     | Merijn Scheperkamp |
|            |                    |                    |                    |
| 500 meter  | Merijn Scheperkamp | Stefan Westenbroek | Tim Prins          |
| 1000 meter | Kjeld Nuis         | Joep Wennemars     | Tim Prins          |
| 500 meter  | Merijn Scheperkamp | Janno Botman       | Stefan Westenbroek |
| 1000 meter | Kjeld Nuis         | Joep Wennemars     | Tim Prins          |

## Uitslagen
PR = Persoonlijk Record

### Vrouwen allround
| #      | Schaatser                 | Ploeg                        | 500m          | 3000m           | 1500m           | 5000m          | Punten  |
| ------ | ------------------------- | ---------------------------- | ------------- | --------------- | --------------- | -------------- | ------- |
| Goud   | Antoinette Rijpma-de Jong | Team Jumbo-Visma             | 38,22 (1) PR  | 3.59,20 (2)     | 1.53,47 (1)     | 7.00,09 (2)    | 157,918 |
| Zilver | Elisa Dul                 | Team Albert Heijn Zaanlander | 38,76 (2)     | 3.58,45 (1) PR  | 1.54,41 (2) PR  | 7.01,70 (3)    | 158,807 |
| Brons  | Merel Conijn              | Team Jumbo-Visma             | 39,88 (7)     | 4.01,55 (3)     | 1.55,95 (4) PR  | 6.55,72 (1)    | 160,360 |
| 4      | Melissa Wijfje            | Team Albert Heijn Zaanlander | 39,25 (3)     | 4.05,20 (5)     | 1.55,49 (3)     | 7.08,18 (5)    | 161,430 |
| 5      | Robin Groot               | Team IKO                     | 39,37 (5)     | 4.04,29 (4)     | 1.56,54 (5) PR  | 7.11,27 (6)    | 162,058 |
| 6      | Reina Anema               | Team Jumbo-Visma             | 40,71 (13)    | 4.07,15 (7)     | 1.57,92 (6)     | 7.07,59 (4)    | 163,966 |
| 7      | Kim Talsma                | Team FrySk                   | 39,64 (6) PR  | 4.15,13 (13)    | 1.58,51 (7)     | 7.26,00 (7) PR | 166,264 |
| 8      | Jade Groenewoud           | Team IKO                     | 40,42 (10)    | 4.10,32 (10)    | 1.58,99 (8)     | 7.35,98 (8)    | 167,401 |
| 9      | Meike Veen                | TalentNED                    | 39,35 (4)     | 4.18,38 (15)    | 1.59,14 (9)     | 990999         | 122,126 |
| 10     | Bente Kerkhoff            | Team Albert Heijn Zaanlander | 40,84 (14)    | 4.10,67 (11)    | 2.00,50 (12)    | 991099         | 122,784 |
| 11     | Evelien Vijn              | Team Jumbo-Visma Dev.        | 41,28 (17)    | 4.10,03 (9)     | 2.00,47 (11)    | 991199         | 123,107 |
| 12     | Esmee Visser              | Team IKO/Team FrySk          | 42,04 (19)    | 4.08,53 (8)     | 2.00,24 (10)    | 991299         | 123,541 |
| 13     | Gioya Lancee              | Team BDM/BTZ                 | 40,04 (8)     | 4.14,90 (12)    | 2.03,46 (16)    | 991399         | 123,676 |
| 14     | Naomi van der Werf        | Gewest Fryslân               | 40,54 (11)    | 4.17,14 (14)    | 2.01,36 (14)    | 991499         | 123,849 |
| 15     | Romée Ebbinge             | Gewest Fryslân               | 40,26 (9) PR  | 4.21,79 (17)    | 2.00,68 (13) PR | 991599         | 124,117 |
| 16     | Lieke Hoogendoorn         | TalentNED                    | 40,98 (15)    | 4.20,20 (16) PR | 2.04,17 (17) PR | 991699         | 125,736 |
| 17     | Patricia Koot             | KNSB Talent Team Noord-West  | 40,57 (12)    | 4.21,92 (18)    | 2.04,70 (18)    | 991799         | 125,789 |
| 18     | Aveline Hijlkema          | Team FrySk                   | 41,01 (16)    | 4.23,63 (19)    | 2.03,03 (15)    | 991899         | 125,958 |
| 19     | Sanne in 't Hof           | Team Gold/Gewest Fryslân     | 42,84 (20)    | 4.06,47 (6)     | 999999          | 991999         | 83,918  |
| 20     | Sophie Kraaijeveld        | Gewest Fryslân               | 41,69 (18) PR | DSQ             | DSQ             | 992099         | 41,690  |

### Mannen allround
| #      | Schaatser                 | Ploeg                        | 500m          | 5000m           | 1500m           | 10.000m         | Punten  |
| ------ | ------------------------- | ---------------------------- | ------------- | --------------- | --------------- | --------------- | ------- |
| Goud   | Chris Huizinga            | Team Jumbo-Visma             | 37,25 (7)     | 6.11,98 (1)     | 1.47,53 (3)     | 12.56,92 (2) PR | 149,137 |
| Zilver | Kars Jansman              | Team Jumbo-Visma             | 37,88 (17)    | 6.14,95 (2) PR  | 1.48,08 (4)     | 12.51,05 (1) PR | 149,953 |
| Brons  | Beau Snellink             | Team Jumbo-Visma             | 37,61 (10) PR | 6.17,63 (3)     | 1.47,04 (1) PR  | 13.10,72 (4)    | 150,589 |
| 4      | Remo Slotegraaf           | Team Reggeborgh              | 37,65 (12)    | 6.26,73 (8)     | 1.47,42 (2)     | 13.29,22 (5)    | 152,590 |
| 5      | Gert Wierda               | Royal A-ware (AH Zaanlander) | 37,43 (8)     | 6.25,41 (6)     | 1.49,09 (10)    | 13.34,17 (6)    | 153,042 |
| 6      | Marwin Talsma             | Team FrySk                   | 39,18 (20)    | 6.23,88 (5)     | 1.50,18 (13)    | 13.10,01 (3)    | 153,794 |
| 7      | Colin James Duivenvoorden | Team FrySk                   | 37,54 (9) PR  | 6.30,99 (10)    | 1.48,57 (7) PR  | 13.47,54 (7) PR | 154,206 |
| 8      | Lex Dijkstra              | Team Reggeborgh              | 37,67 (13)    | 6.26,59 (7)     | 1.48,08 (4)     | DNF             | 112,355 |
| 9      | Freek van der Ham         | Infestos                     | 37,84 (14)    | 6.31,40 (11) PR | 1.48,74 (9) PR  | 990999          | 113,226 |
| 10     | Jur Veenje                | Gewest Fryslân               | 36,56 (1) PR  | 6.44,72 (14) PR | 1.49,37 (11)    | 991099          | 113,488 |
| 11     | Hidde Westra              | KNSB Talent Team Noord       | 37,22 (6) PR  | 6.45,13 (15) PR | 1.48,43 (6) PR  | 991199          | 113,876 |
| 12     | Thomas de Lange           | Gewest Fryslân               | 36,91 (3)     | 6.51,15 (17)    | 1.50,19 (14)    | 991299          | 114,755 |
| 13     | Sijmen Egberts            | Team Jumbo-Visma             | 37,02 (5)     | 6.55,40 (18)    | 1.48,65 (8)     | 991399          | 114,776 |
| 14     | Jan Hamers                | Team Sprog                   | 37,85 (16)    | 6.40,84 (12)    | 1.51,23 (16)    | 991499          | 115,010 |
| 15     | Jasper Krommenhoek        | TalentNED                    | 39,04 (19)    | 6.29,74 (9)     | 1.51,78 (17)    | 991599          | 115,274 |
| 16     | Stijn van de Bunt         | Team IKO                     | 38,18 (18)    | 6.45,91 (16)    | 1.49,68 (12)    | 991699          | 115,331 |
| 17     | Jelle Koeleman            | KNSB Talent Team Noord-West  | 37,64 (11) PR | 6.43,43 (13)    | 1.52,18 (18) PR | 991799          | 115,376 |
| 18     | Loek van Vlisteren        | KNSB Talent Team Noord       | 36,89 (2)     | 7.00,51 (20)    | 1.51,20 (15)    | 991899          | 116,007 |
| 19     | Jesse de Lange            | Team FrySk                   | 37,84 (14) PR | 6.57,15 (19)    | 1.53,10 (19)    | 991999          | 117,255 |
| 20     | Marcel Bosker             | Team Reggeborgh              | 36,92 (4)     | 6.22,86 (4)     | 92099           | 992099          | 75,206  |

### Vrouwen sprint
| #      | Schaatser            | Ploeg                      | 500m          | 1000m           | 500m          | 1000m           | Punten  |
| ------ | -------------------- | -------------------------- | ------------- | --------------- | ------------- | --------------- | ------- |
| Goud   | Isabel Grevelt       | Gewest Fryslân             | 38,04 (3)     | 1.15,52 (1)     | 38,02 (3)     | 1.15,06 (1)     | 151,350 |
| Zilver | Marrit Fledderus     | Team Reggeborgh            | 37,96 (1)     | 1.16,44 (4)     | 37,75 (1)     | 1.15,08 (2)     | 151,470 |
| Brons  | Dione Voskamp        | Team Novus                 | 37,98 (2)     | 1.16,61 (6)     | 37,90 (2)     | 1.17,16 (9)     | 152,765 |
| 4      | Naomi Verkerk        | Team Novus                 | 38,23 (4)     | 1.16,67 (7)     | 38,16 (4)     | 1.16,24 (4)     | 152,845 |
| 5      | Chloé Hoogendoorn    | Team Jumbo-Visma Dev.      | 38,38 (6)     | 1.16,40 (3)     | 38,42 (6)     | 1.15,85 (3)     | 152,925 |
| 6      | Helga Drost          | Gewest Fryslân             | 38,37 (5)     | 1.15,90 (2)     | 38,75 (10)    | 1.16,66 (8)     | 153,400 |
| 7      | Pien Smit            | Gewest Fryslân             | 38,78 (8)     | 1.16,59 (5)     | 38,54 (8)     | 1.16,30 (5)     | 153,765 |
| 8      | Anna Boersma         | Gewest Fryslân             | 38,78 (8)     | 1.16,94 (9)     | 38,32 (5)     | 1.16,65 (7)     | 153,895 |
| 9      | Myrthe de Boer       | Team Jumbo-Visma Dev.      | 39,10 (12)    | 1.16,87 (8)     | 39,26 (13)    | 1.16,53 (6)     | 155,060 |
| 10     | Maud Lugters         | Gewest Fryslân             | 38,63 (7)     | 1.18,10 (12)    | 38,48 (7)     | 1.18,23 (13)    | 155,275 |
| 11     | Sylke Kas            | Gewest Fryslân             | 38,95 (10)    | 1.18,56 (13)    | 38,74 (9)     | 1.17,67 (11) PR | 155,805 |
| 12     | Ju-Lin de Visser     | Team FrySk                 | 38,99 (11) PR | 1.17,91 (11) PR | 38,90 (12) PR | 1.18,42 (14)    | 156,055 |
| 13     | Amber Duizendstraal  | Team FrySk                 | 39,35 (13)    | 1.18,90 (15) PR | 38,81 (11) PR | 1.17,91 (12) PR | 156,565 |
| 14     | Sanneke de Neeling   | Gewest Fryslân             | 40,01 (18)    | 1.18,77 (14)    | 39,33 (14)    | 1.17,39 (10)    | 157,420 |
| 15     | Sanne Westra         | KNSB Talent Team Noord     | 39,68 (17) PR | 1.17,61 (10)    | 39,77 (17)    | 1.18,48 (15)    | 157,495 |
| 16     | Jillian Knook        | KNSB Talent Team Zuid-West | 39,66 (16)    | 1.20,45 (16)    | 39,35 (15)    | 1.19,95 (16)    | 159,210 |
| 17     | Yasmine Bouaziz      | Gewest Fryslân             | 39,39 (14)    | 1.22,21 (18)    | 39,47 (16)    | 1.21,51 (17)    | 160,720 |
| 18     | Sietske van der Meer | Gewest Fryslân             | 40,75 (19) PR | 1.22,52 (19)    | 40,78 (18)    | 1.23,19 (18)    | 164,385 |
| 19     | Sacha van der Weide  | Gewest Fryslân             | 39,44 (15)    | 1.21,24 (17)    | -             | -               | 80,060  |
| 20     | Jildou Schaaf        | KNSB Talent Team Noord     | DNF           | -               | -             | -               | -       |

### Mannen sprint
| #      | Schaatser          | Ploeg                  | 500m          | 1000m           | 500m       | 1000m           | Punten  |
| ------ | ------------------ | ---------------------- | ------------- | --------------- | ---------- | --------------- | ------- |
| Goud   | Kjeld Nuis         | Team Reggeborgh        | 34,84 (7)     | 1.07,33 (1)     | 34,93 (7)  | 1.07,32 (1)     | 137,095 |
| Zilver | Joep Wennemars     | Team Jumbo-Visma       | 34,79 (5)     | 1.07,67 (2)     | 35,00 (8)  | 1.07,40 (2) PR  | 137,325 |
| Brons  | Merijn Scheperkamp | Team Jumbo-Visma       | 34,52 (1)     | 1.08,35 (4)     | 34,58 (1)  | 1.08,15 (5)     | 137,350 |
| 4      | Tim Prins          | Team Reggeborgh        | 34,76 (3) PR  | 1.08,05 (3)     | 34,86 (6)  | 1.07,91 (3)     | 137,600 |
| 5      | Janno Botman       | Team Reggeborgh        | 34,78 (4)     | 1.09,16 (6)     | 34,67 (2)  | 1.08,60 (7)     | 138,330 |
| 6      | Kai Verbij         | Team Jumbo-Visma       | 34,93 (8)     | 1.10,33 (15)    | 34,80 (4)  | 1.08,00 (4)     | 138,895 |
| 7      | Stefan Westenbroek | Team Reggeborgh        | 34,64 (2)     | 1.09,61 (11)    | 34,72 (3)  | 1.09,77 (15)    | 139,050 |
| 8      | Tijmen Snel        | Team Jumbo-Visma       | 35,16 (9)     | 1.09,23 (7)     | 35,17 (10) | 1.08,71 (9)     | 139,300 |
| 9      | Wesly Dijs         | Team Reggeborgh        | 35,63 (18) PR | 1.08,83 (5)     | 35,65 (18) | 1.08,15 (5)     | 139,770 |
| 10     | Kayo Vos           | Team IKO               | 35,22 (10)    | 1.09,92 (13)    | 35,09 (9)  | 1.09,09 (11) PR | 139,815 |
| 11     | Louis Hollaar      | Team Reggeborgh        | 35,27 (12) PR | 1.09,51 (9)     | 35,51 (17) | 1.08,61 (8)     | 139,840 |
| 12     | Mats Siemons       | Team Reggeborgh        | 35,26 (11)    | 1.09,55 (10)    | 35,36 (13) | 1.09,22 (12)    | 140,005 |
| 13     | Gijs Esders        | Team IKO               | 35,37 (14)    | 1.09,25 (8)     | 35,39 (16) | 1.09,25 (14)    | 140,010 |
| 14     | Serge Yoro         | Team Jumbo-Visma       | 35,61 (16)    | 1.09,92 (13)    | 35,32 (12) | 1.09,23 (13)    | 140,435 |
| 15     | Jarle Gerrits      | Team Jumbo-Visma       | 35,69 (20)    | 1.10,11 (14)    | 35,36 (13) | 1.10,15 (16)    | 141,180 |
| 16     | Sebas Diniz        | Team IKO               | 35,27 (12)    | 1.11,19 (18)    | 34,84 (5)  | 1.11,23 (20)    | 141,320 |
| 17     | Armand Broos       | Team IKO               | 35,38 (15)    | 1.10,86 (17)    | 35,38 (15) | 1.11,17 (19)    | 141,775 |
| 18     | Niklas Reinders    | KNSB Talent Team Noord | 35,62 (17) PR | 1.11,35 (19) PR | 35,73 (19) | 1.10,70 (17) PR | 142,375 |
| 19     | Bryant Boogert     | KNSB Talent Team Zuid  | 35,68 (19) PR | 1.10,77 (16) PR | 35,95 (20) | 1.10,91 (18)    | 142,470 |
| 20     | Hein Otterspeer    | Team Reggeborgh        | 34,80 (6)     | 2.15,29 (20)    | 35,26 (11) | 1.08,89 (10)    | 172,150 |